# Allophylus laevigatus
Allophylus laevigatus är en kinesträdsväxtart som först beskrevs av Porphir Kiril Nicolai Stepanowitsch Turczaninow, och fick sitt nu gällande namn av Ludwig Radlkofer. Allophylus laevigatus ingår i släktet Allophylus och familjen kinesträdsväxter. Inga underarter finns listade i Catalogue of Life.